# Stephen Sommers
Stephen Sommers (Dayton, 20 marzo 1962) è un regista, sceneggiatore e produttore cinematografico statunitense, divenuto famoso per il suo film La mummia, il suo sequel La mummia - Il ritorno e il film horror d'azione Van Helsing.

## Biografia
Nato in Ohio, ma è cresciuto in Minnesota dove ha studiato alla St. John's University. In seguito si muove verso l'Europa, più precisamente in Spagna dove studia all'Università di Siviglia, in quegli anni lavora come attore teatrale per diverse compagnie. Tornato negli Stati Uniti continua a studiare cinematografia per altri tre anni, fino a quando realizza il suo primo cortometraggio intitolato Perfect Alibi.
Il suo primo lungometraggio è Scommesse al college del 1989, mentre nel 1993 porta sul grande schermo Le avventure di Huck Finn, tratto da un classico di Mark Twain, l'anno seguente si cimenta ancora con un classico Il libro della giungla di Rudyard Kipling, realizzando Mowgli - Il libro della giungla.
Ma il grande successo arriva nel 1999 con il blockbuster La mummia e il sequel del 2001 La mummia - Il ritorno, in seguito cura la sceneggiatura de Il Re Scorpione. Nel 2004 dirige un altro successo, Van Helsing, dove porta sul grande schermo il leggendario cacciatore di vampiri Abraham Van Helsing, interpretato da Hugh Jackman.
Dopo aver lasciato la regia di Una notte al museo a Shawn Levy per divergenze con la produzione, nel 2008 collabora alla sceneggiatura de La mummia - La tomba dell'Imperatore Dragone, mentre l'anno dopo realizza G.I. Joe - La nascita dei Cobra, adattamento cinematografico della famosa linea di giocattoli.

## Filmografia

### Regista
- Scommesse al college (Catch Me If You Can, 1989)
- Le avventure di Huck Finn (The Adventures of Huck Finn, 1993)
- Mowgli - Il libro della giungla (The Jungle Book, 1994)
- Deep Rising - Presenze dal profondo (Deep Rising, 1998)
- La mummia (The Mummy, 1999)
- La mummia - Il ritorno (The Mummy Returns, 2001)
- Van Helsing (2004)
- G.I. Joe - La nascita dei Cobra (G.I. Joe: Rise of Cobra, 2009)
- Il luogo delle ombre (Odd Thomas, 2013)

### Sceneggiatore
- Scommesse al college (Catch Me If You Can, 1989)
- Le avventure di Huck Finn (The Adventures of Huck Finn, 1993)
- Gunmen - Banditi (Gunmen, 1994)
- Mowgli - Il libro della giungla (The Jungle Book, 1994)
- Le avventure di Tom Sawyer e Huck Finn (Tom and Huck, 1995)
- Deep Rising - Presenze dal profondo (Deep Rising, 1998)
- La mummia (The Mummy, 1999)
- La mummia - Il ritorno (The Mummy Returns, 2001)
- Il Re Scorpione (The Scorpion King, 2002)
- Van Helsing (2004)
- La mummia - La tomba dell'Imperatore Dragone (The Mummy: Tomb of the Dragon Emperor, 2008)
- Il Re Scorpione 2 - Il destino di un guerriero (The Scorpion King: Rise of the Akkadian, 2008)
- G.I. Joe - La nascita dei Cobra (G.I. Joe: Rise of Cobra, 2009)
- Il luogo delle ombre (Odd Thomas, 2013)